# Primera División 1996 (Cile)
L'edizione 1996 della Primera División è stata l'65ª edizione del massimo torneo calcistico cileno. Il campionato fu vinto dal Colo-Colo per la ventesima volta nella sua storia.

## Formula
La Federazione cilena scelse di semplificare la formula del campionato rispetto all'anno precedente e optò per un girone unico all'italiana. La Liguilla Pre-Libertadores è una fase di play-off che serve a determinare la terza squadra cilena classificata alla Copa Libertadores.

## Classifica
| Pos. | Squadra              | G  | V  | N  | S  | GF | GS | DR  | P  |
| ---- | -------------------- | -- | -- | -- | -- | -- | -- | --- | -- |
| 1    | Colo-Colo            | 30 | 19 | 6  | 5  | 62 | 24 | 38  | 63 |
| 2    | Universidad Católica | 30 | 17 | 8  | 5  | 70 | 40 | 30  | 59 |
| 3    | Cobreloa             | 30 | 15 | 6  | 9  | 58 | 44 | 14  | 51 |
| 4    | Audax Italiano       | 30 | 14 | 9  | 7  | 51 | 38 | 13  | 51 |
| 5    | Universidad de Chile | 30 | 13 | 8  | 9  | 49 | 42 | 7   | 47 |
| 6    | Provincial Osorno    | 30 | 11 | 10 | 9  | 54 | 40 | 14  | 43 |
| 7    | Deportes Antofagasta | 30 | 12 | 7  | 11 | 47 | 46 | 1   | 43 |
| 8    | Unión Española       | 30 | 11 | 7  | 12 | 43 | 47 | -4  | 40 |
| 9    | Coquimbo Unido       | 30 | 12 | 4  | 14 | 46 | 53 | -7  | 40 |
| 10   | Deportes Concepción  | 30 | 8  | 15 | 7  | 44 | 53 | -9  | 39 |
| 11   | Santiago Wanderers   | 30 | 10 | 7  | 13 | 49 | 57 | -8  | 37 |
| 12   | Huachipato           | 30 | 8  | 11 | 11 | 42 | 46 | -4  | 35 |
| 13   | Palestino            | 30 | 8  | 9  | 13 | 40 | 53 | -13 | 33 |
| 14   | Deportes Temuco      | 30 | 8  | 4  | 18 | 35 | 55 | -20 | 28 |
| 15   | Regional Atacama     | 30 | 7  | 6  | 17 | 38 | 70 | -32 | 27 |
| 16   | O'Higgins            | 30 | 5  | 7  | 18 | 41 | 61 | -20 | 22 |

|  | Campione. Qualificata alla Coppa Libertadores 1997 |
|  | Qualificata per la Liguilla Pre-Libertadores       |
|  | Qualificata per la Liguilla de Promoción           |
|  | Retrocessa in Primera B                            |

## Liguilla Pre-Libertadores

### Semifinali

#### Andata
| Santiago del Cile 30 novembre 1996 | Audax Italiano | 3 – 1 | Cobreloa |  |

| Santiago del Cile 1 dicembre 1996 | Universidad de Chile | 1 – 2 | Universidad Católica |  |

#### Ritorno
| Calama 4 dicembre 1996 | Cobreloa | 3 – 1 | Audax Italiano |  |

| Santiago del Cile 5 dicembre 1996 | Universidad Católica | 5 – 2 | Universidad de Chile |  |

### Finale

#### Andata
| Calama 8 dicembre 1996 | Cobreloa | 3 – 2 | Universidad Católica |  |

#### Ritorno
| Santiago del Cile 19 dicembre 1996 | Universidad Católica | 3 – 2 | Cobreloa |  |

## Liguilla de Promoción

### Andata
| El Salvador 1 dicembre 1996 | Cobresal | 3 – 1 | Deportes Temuco |  |

| Iquique 1 dicembre 1996 | Deportes Iquique | 1 – 0 | Palestino |  |

### Ritorno
| Temuco 8 dicembre 1996 | Deportes Temuco | 2 – 0 | Cobresal |  |

| Santiago del Cile 8 dicembre 1996 | Palestino | 5 – 1 | Deportes Iquique |  |

## Verdetti
- Colo-Colo campione del Cile
- Colo-Colo e Universidad Católica qualificate alla Coppa Libertadores 1997.
- Regional Atacama e O'Higgins retrocesse in Primera B.

## Classifica marcatori
| Gol |  |  | Giocatore          | Squadra              |
| --- |  |  | ------------------ | -------------------- |
| 30  |  |  | Mario Véner        | Santiago Wanderers   |
| 24  |  |  | Sebastián Rozental | Universidad Católica |
| 18  |  |  | Ivo Basay          | Colo-Colo            |
| 16  |  |  | Sergio Vázquez     | Dep. Antofagasta     |
| 16  |  |  | Pedro González     | Cobreloa             |
| 14  |  |  | Jaime Riveros      | Cobreloa             |
| 13  |  |  | Hugo Brizuela      | Audax Italiano       |
| 13  |  |  | Marcelo Corrales   | Osorno               |
| 13  |  |  | Fernando Vergara   | Colo-Colo            |
| 12  |  |  | Juan Carreño       | Dep. Concepción      |
| 11  |  |  | Daniel Fascioli    | Dep. Antofagasta     |
| 11  |  |  | Mauricio Illesca   | Audax Italiano       |
| 11  |  |  | Pedro González     | Osorno               |
| 11  |  |  | Luis Castillo      | Huachipato           |
| 10  |  |  | Daniel Cangialosi  | Dep. Concepción      |
| 10  |  |  | Héctor Cabello     | Coquimbo Unido       |
| 10  |  |  | Jorge Cerino       | Coquimbo Unido       |
| 10  |  |  | José Luis Diaz     | Osorno               |
| 9   |  |  | Roque Burella      | O'Higgins            |
| 9   |  |  | Ariel Beltramo     | Palestino            |
| 9   |  |  | Walter Silvani     | Universidad de Chile |
| 9   |  |  | Casiano del Valle  | Unión Española       |
| 9   |  |  | Ramón Tapia        | Unión Española       |
| 8   |  |  | Malcom Moyano      | Palestino            |
| 8   |  |  | Lukas Túdor        | Universidad Católica |
| 7   |  |  | Enrique Angelotti  | Cobreloa             |
| 7   |  |  | Marcelo Espina     | Colo-Colo            |
| 7   |  |  | Omar Gómez         | Huachipato           |
| 7   |  |  | Wilson Contreras   | Huachipato           |
| 7   |  |  | Rodrigo Córdova    | Palestino            |
| 7   |  |  | Marcelo Vega       | Regional Atacama     |
| 7   |  |  | Richard Valenzuela | Unión Española       |
| 7   |  |  | Aníbal González    | Universidad Católica |